# باريكايي
باريكايي هي قرية في مقاطعة سردشت، إيران. يقدر عدد سكانها بـ 123 نسمة بحسب إحصاء 2016.